# 陳家瑜
陳家瑜（1956年3月27日—）為臺灣籃球教練、前運動員，場上位置為中鋒，出身靜修女中、臺北體專與中國文化大學體育系，自台元女籃退役後擔任助理教練兼訓體員以及出任靜修女中和幼隊陽明國中教練，1989年2月因為結婚向球隊請辭，1990年11月復出執教電信女籃與南山高中。